# پیتر اوسترهوف
پیتر اوسترهوف (انگلیسی: Peter Osterhoff؛ زادهٔ ۲۵ اوت ۱۹۳۷) بازیکن فوتبال اهل آلمان است.
از باشگاه‌هایی که در آن بازی کرده‌است می‌توان به باشگاه فوتبال سن پائولی اشاره کرد.